# Religión en Kurdistán
La diversidad religiosa ha sido una característica de Kurdistán durante muchos siglos. Las principales creencias religiosas que existen en la región son: el islam, el cristianismo, el zoroastrismo, el yaresanismo, el yazidismo, el alevís, y el judaísmo. Actualmente, el islamismo suní ha sido la religión predominante en el pueblo kurdo.

## Islam

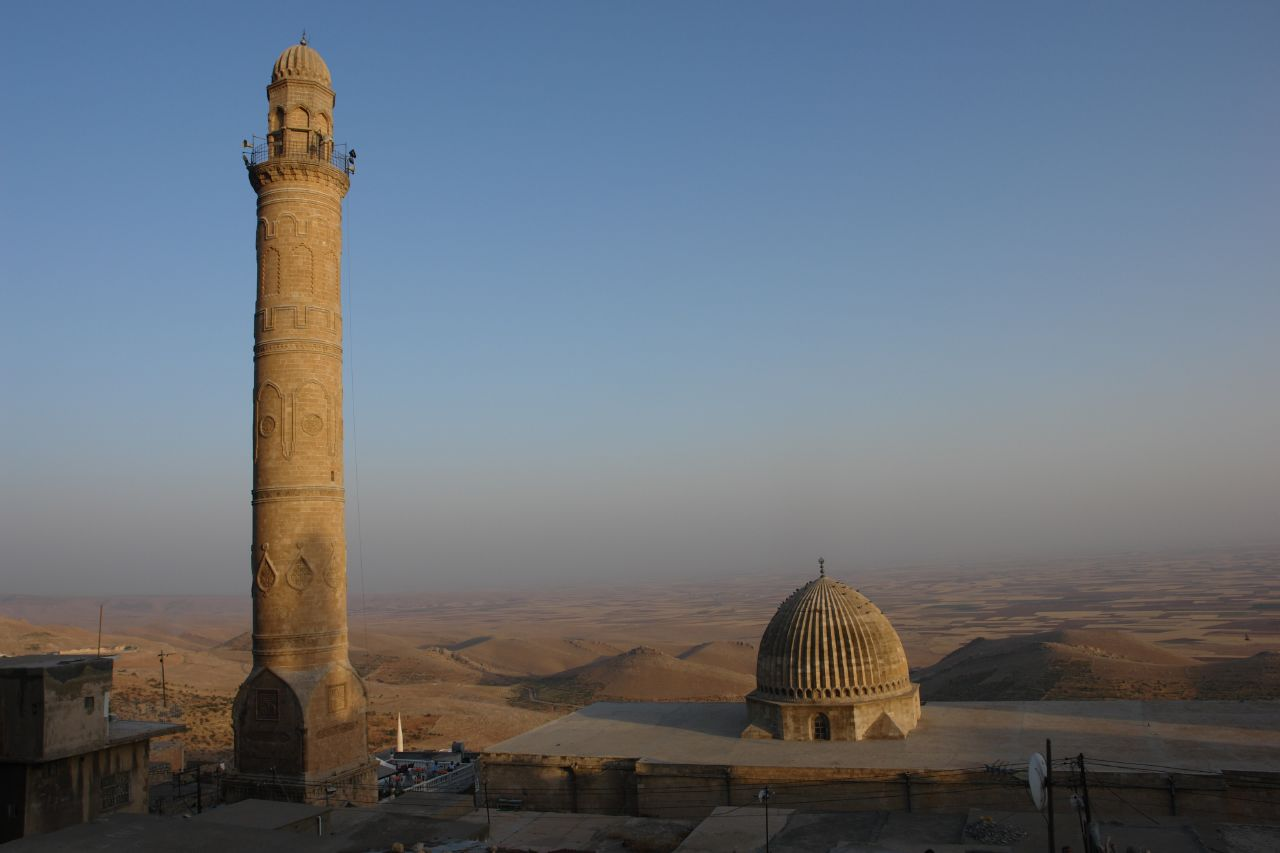
La gran mezquita de Mardin

Gran parte de la población kurda es seguidora de la fe musulmana. El islam ha tenido un fuerte apoyo popular e históricamente, ha sido la espina dorsal del Movimiento Kurdo.

### Sunismo
Dentro de los kurdos musulmanes, la mayoría predica la rama sunita. La proporción es inexacta pero según McDowall, se da un porcentaje de ''cerca del 75%'', mientras que Martin van Bruinessen afirma que so entre 2/3 y 3/4 partes de la población. Los kurdos sunitas son partidarios de la Shafi‘i madhhab, distinguiéndose de sus vecinos árabes y turcos, ya que son seguidores del Hanafí. Esta diferencia ha sido destacada por algunos kurdos como una identidad étnica y enfatizada de forma deliberada.
Históricamente, los kurdos desempeñaron un papel importante en el desarrollo intelectual islámico. Kurdistán estaba localizado en el centro de las culturas árabe, persa y turca, cuyos idiomas fueron los más importantes dentro de las civilizaciones islámicas durante varias épocas. Esta condición había convertido a los kurdos en los mediadores de diversos centros culturales islámicos. El ulema kurdo fueron especialmente importantes dentro de los altos rangos de las Cortes otomanas de Nizamiya, la Universidad de Al-Azhar en El Cairo, y en las ciudades santas de La Meca y Medina en la Península arábiga. Tras la separación de la iglesia del Estado en Turquía, el Kurdistán turco se convirtió en el único lugar en donde se preservaron las instituciones tradicionales islámicas del país, y muchos de los eruditos musulmanes turcos viajaron hacia Kurdistán para obtener su educación religiosa.
El sunismo entre los kurdos se caracteriza por su fuertes matices con el misticismo y la afiliación de los ulemas hacia los tariqas. Los tariqas constituyen un sistema jerárquico dentro de la sociedad kurda, en la que los dirigentes (jeques) despliegan su influencia en las localidades a través de sus representantes (califas), quiénes son intermediarios entre los jeques y el pueblo llano. Actualmente, Naqshbandiya y Qadiriyya son los tariqas más activas. Estos tariqas han generado a varias de las figuras más destacadas en los comienzos de la historia del movimiento nacionalista kurdo, incluyendo a Mahmud Barzanji de Qadiriyyah, y el Jeque Said y el Jeque Ubeydullah de Naqshbandiyyah. La fuertes influencias de los jeques hacia finales del siglo XIX y comienzos del siglo XX se atribuyeron a las reformas administrativas otomanas, y la defensa contra la intrusión de misioneros cristianos en el territorio.
El desarrollo de políticas moderna en los musulmanes sunitas kurdos, varía en el estado en donde habitan. En Turquía, Said Nursî había ejercido una enorme influencia. En los primeros días, Nursi contribuyó enormemente en la formación del nacionalismo kurdo. Posteriormente, Nursi rompe vínculos con los nacionalistas, y se enfoca en el desarrollo intelectual. Esto se convertiría en la base del movimiento Nur, que defendía el reformismo islámico, el misticismo, la compatibilidad con la tolerancia y las ciencias modernas. El movimiento Nur atrajo la atención de varios millones de seguidores hacia mediados del siglo XX. El grupo se fragmentó sustancialmente durante las décadas de 1970 y 1980, generando diversas ramas como el movimiento de Gülen. En el Kurdistán iraquí y en Irán, a pesar de que los musulmanes son piadosos, el islam no tiene una raíz como una fuerza política. Actualmente, existen destacados movimientos políticos que hacen uso de los kurdos y la fe sunita, como la Unión Islámica de Kurdistán liderada por Salaheddine Bahaaeddin, el Grupo Islámico de Kurdistán liderado por Ali Bapir.

### Chiismo
Existe una minoría de imaníes chiitas que predican en algunas partes del sur de Kurdistán como Kermanshah, Khanaqin y la Provincia de Ilam. Se estima que la proporción de kurdos adherentes a la rama chiita corresponde al 15% de su población.

### Alevís
La comunidad aleví, siendo a veces denominados Quizilbash, viven en su inmensa mayoría en el territorio occidental de Kurdistán. La mayoría está asentada en la Provincia de Tunceli.

## Yazidismo

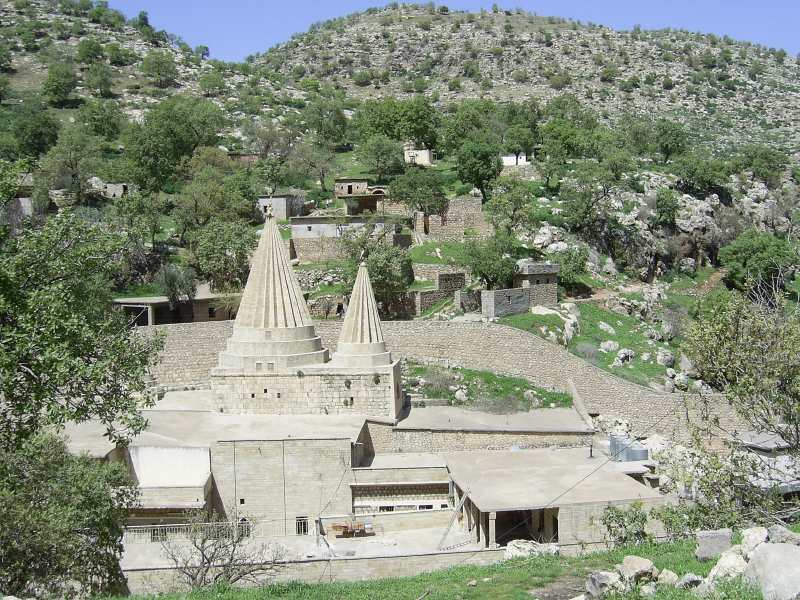
El Lalish es el lugar sagrado para la religión yazidí.

Gran parte de los grupos etno-religiosos yazidíes viven en Irak y Turquía. Durante siglos, han sido víctimas de numerosas persecuciones y muchos de ellos se han visto forzados a convertirse al islam y al cristianismo.

## Yaresanismo
El yaresanismo (también conocido como Ahl-I-Haqq, Ahl-e-Hagh o Kakai) es una antigua religión que ha estado asociada en Kurdistán. Ellos afirman ser los kurdos originales, mientras que los expertos estiman que esta creencia religiosa tiene más de 3700 años de antigüedad.
A pesar de que la mayoría de los textos de este credo están en goraní y sus lugares sagrados están localizados en Kurdistán, los yaresaníes también viven en otras regiones. Por ejemplo, mientras viven más de 300 000 yaresaníes en el Kurdistán iraquí, viven otros 4 millones de fieles en Irán. Sin embargo, los yaresaníes carecen de derechos en ambos países.

## Zoroastrismo
El zoroastrismo fue una de las religiones predominantes de Kurdistán antes de la llegada del islam. Actualmente, el zoroastrismo es una religión oficialmente reconocida en el Kurdistán iraquí y en Irán. El 21 de septiembre de 2016, se instaura el primer templo de fuego zoroastrista del Kurdistán iraquí, siendo inaugurado en Solimania. Los asistentes celebraron la ocasión encendiendo el fuego ritual  y golpeando el tambor de marco o 'daf'. La fe zoroastrista tiene alrededor de 500 seguidores, de acuerdo a la investigación oficial realizada por el comité de asuntos exteriores del parlamento.También hubo una tendencia al zoroastrismo en 2015, donde muchos aceptaron el zoroastrismo después de estar desilusionados con el Islam debido al Estado Islámico.Un clérigo islámico kurdo de Sulaymaniyah, por otro lado, afirmó que el zoroastrismo no era la religión ancestral de los kurdos y que los obligaba a los "persas que adoraban el fuego", donde el Islam los liberó, y pidió a los kurdos que mataran a los conversos zoroastrianos si no se convierten de nuevo al Islam en 3 días.

## Cristianismo
En el año 338 D.C, un gobernante kurdo llamado Tirdad, se convirtió al cristianismo. Se ha especulado que provenía de la región de Hawraman en Kurdistán. Algunos asirios se habían asentado en la región, por lo que gran parte de la población cristiana que existe actualmente en Kurdistán, provengan de los asirios. Aun así, muchos asirios cristianos actualmente viven Erbil, Duhok y Zakho. También hay cristianos kurdos, debido al proselitismo moderno.

## Secularismo
En el siglo XXI, las políticas kurdas comenzaron a adoptar el secularismo como principio político en el Medio Oriente. Esto no es menos debido al movimiento de la Confederación de los Pueblos del Kurdistán y su radical proyecto de modelo secular Rojava en la Federación Democrática del Norte de Siria. Kurdistán ha sido referenciado como "el refugio seguro para el secularismo" en una región plagada por el fanatismo religioso. En 2012, el gobierno semiautónomo del Gobierno Regional del Kurdistán de Irak (KRG) declaró que las escuelas públicas debían ser religiosamente neutrales, y que todas las principales religiones del mundo se enseñaban en pie de igualdad. A partir de 2012, el KRG y Rojava (Kurdistán sirio), son las únicas administraciones en toda la región que no se respaldan abiertamente de un sola religión en escuelas públicas.